# Joseph-Hector Leduc
Pour l’article homonyme, voir Leduc.
Joseph-Hector Leduc (1864-22 février 1901) fut un marchand et homme politique fédéral  du Québec.
Né à Saint-Léonard dans le Canada-Est, M. Leduc étudia au Collège de Nicolet. Il devint député du Parti libéral du Canada dans la circonscription fédérale de Nicolet après avoir reçu un seul vote de plus que son plus proche adversaire, le conservateur E. C. Prince. Défait par le conservateur Fabien Boisvert en 1896. Il revint en politique lors d'une élection partielle déclenchée après le décès de M. Boisvert en 1897. Il ne se représenta pas en 1900.